# Ковачевич, Аркадий Фёдорович
Аркадий Фёдорович Ковачевич (1919—2010) — генерал-лейтенант авиации, участник Великой Отечественной войны, Герой Советского Союза (1943).

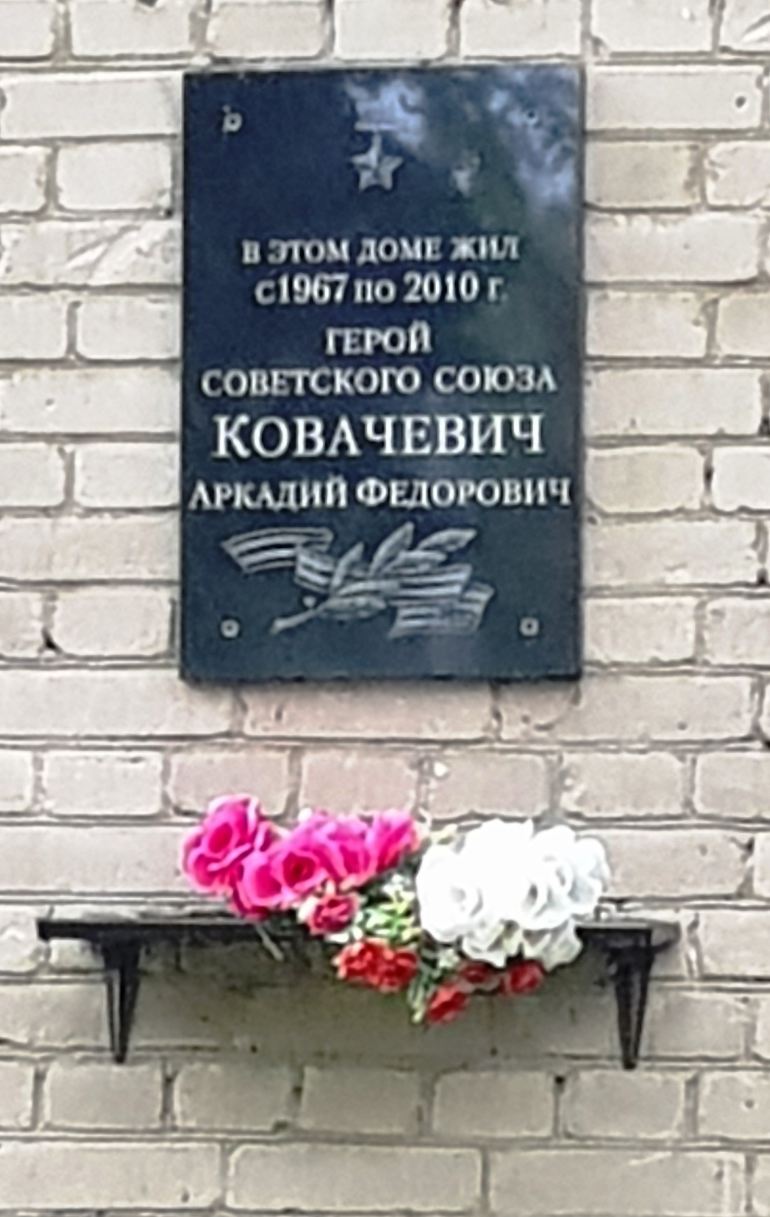
Памятная доска на доме № 3 по улице Генерала Белякова в поселке Монино

## Биография
Аркадий Ковачевич родился 3 мая 1919 года в селе Софиевка (ныне — в черте города Новомиргород Кировоградской области Украины). Окончил три курса Кировоградского техникума механизации сельского хозяйства и аэроклуб. В декабре 1937 года Ковачевич был призван на службу в Рабоче-крестьянскую Красную Армию. В 1938 году он окончил Одесскую военную авиационную школу лётчиков. С начала Великой Отечественной войны в должности заместителя командира эскадрильи 27-го истребительного авиационного полка. Участвовал в битве за Москву, Сталинградской битвы, освобождении Ростова-на-Дону, Украинской ССР.
К февралю 1943 года гвардии старший лейтенант Аркадий Ковачевич командовал эскадрильей 9-го гвардейского истребительного авиационного полка 268-й истребительной авиационной дивизии 8-й воздушной армии Южного фронта. К тому времени он совершил 356 боевых вылетов, принял участие в 58 воздушных боях, сбив 13 вражеских самолётов лично и ещё 6 — в составе группы.
Указом Президиума Верховного Совета СССР от 1 мая 1943 года за «образцовое выполнение заданий командования и проявленные мужество и героизм в боях с немецкими захватчиками» гвардии старший лейтенант Аркадий Ковачевич был удостоен звания Героя Советского Союза с вручением ордена Ленина и медали «Золотая Звезда» за номером 956.
Летал на самолете P-39 «Аэрокобра».
К 9 мая 1945 года совершил около 520 боевых вылетов, провёл свыше 100 воздушных боях, сбив 20 вражеских самолётов лично и 7 в группе
После окончания войны Ковачевич продолжил службу в Советской Армии. В 1948 году он с отличием окончил Военно-воздушную академию, в 1954 году — с отличием окончил Военную академию Генерального штаба. После ухода с лётной службы преподавая в Военно-воздушной академии, закончил службу в должности заместителя её начальника. В 1987 году в звании генерал-лейтенанта авиации Ковачевич был уволен в запас. Проживал в посёлке Монино Щёлковского района Московской области, руководил местным военно-патриотическим клубом «Авиатор».
Скончался 28 ноября 2010 года, похоронен на Гарнизонном кладбище в Монино.

## Награды
Почётный гражданин Щёлково. Почётный гражданин Московской области (2004). Был награждён Орденами Ленина, Октябрьской Революции, тремя орденами Красного Знамени, Отечественной войны 1-й степени, двумя орденами Красной Звезды, «За службу Родине в Вооружённых Силах СССР» 3-й степени, рядом медалей и иностранных наград.

## Память
- на доме № 3 по улице Генерала Белякова в поселке Монино установлена памятная доска.
- памятная доска установлена в городе Кировоград (Украина) на здании техникума механизации сельского хозяйства (Университетский проспект, 25), в котором до войны учился А. Ф. Ковачевич.
- В поселке Монино его именем названа улица (Генерала Ковачевича)